# 谿山郡
- 令制国一覧 > 西海道 > 薩摩国 > 谿山郡
- 日本 > 九州地方 > 鹿児島県 > 谿山郡

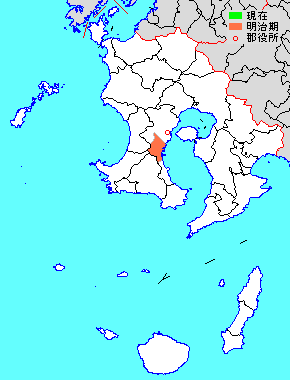
鹿児島県谿山郡の位置

谿山郡（たにやまぐん）は、鹿児島県（薩摩国）にあった郡。

## 郡域
1879年（明治12年）に行政区画として発足した当時の郡域は、現在の鹿児島市の一部（東開町、小松原、東谷山、小原町、桜ケ丘一 - 六丁目、山田町、星ケ峯、五ケ別府町、中山町以南かつ平川町以北）にあたる。

## 歴史

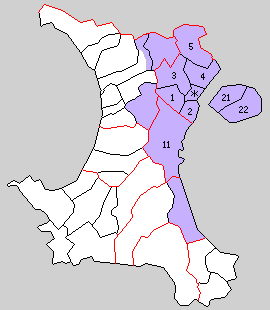
11.谷山村（紫：鹿児島市 1 - 5は鹿児島郡 21・22は北大隅郡）

### 近世以降の沿革
- 明治初年時点では全域が薩摩鹿児島藩領であった。「旧高旧領取調帳」の記載によると、上福元村、塩屋村、下福元村、五ヶ別府村、和田村、中村、山田村、平川村、宇宿村[注釈 1]が存在。全村が谷山郷に所属[1][要ページ番号]。全域が現・鹿児島市。（9村）
- 明治4年
  - 7月14日（1871年8月29日） - 廃藩置県により鹿児島県の管轄となる。
  - 宇宿村の所属郡が鹿児島郡に変更。（8村）
- 明治12年（1879年）2月17日 - 郡区町村編制法の鹿児島県での施行により、行政区画としての谿山郡が発足。「鹿児島郡役所」が鹿児島城下山之口馬場町に設置され、鹿児島郡・熊毛郡・馭謨郡とともに管轄。
- 明治22年（1889年）4月1日 - 町村制の施行により谷山村[注釈 2]が発足。（1村）
- 明治30年（1897年）4月1日 - 郡制の施行のため、「鹿児島郡役所」が管轄する鹿児島郡・谿山郡・北大隅郡の区域をもって、改めて鹿児島郡が発足[2]。同日谿山郡廃止。